# Svenska Automobilfabriken
AB Svenska Automobilfabriken war ein schwedischer Hersteller von Automobilen.

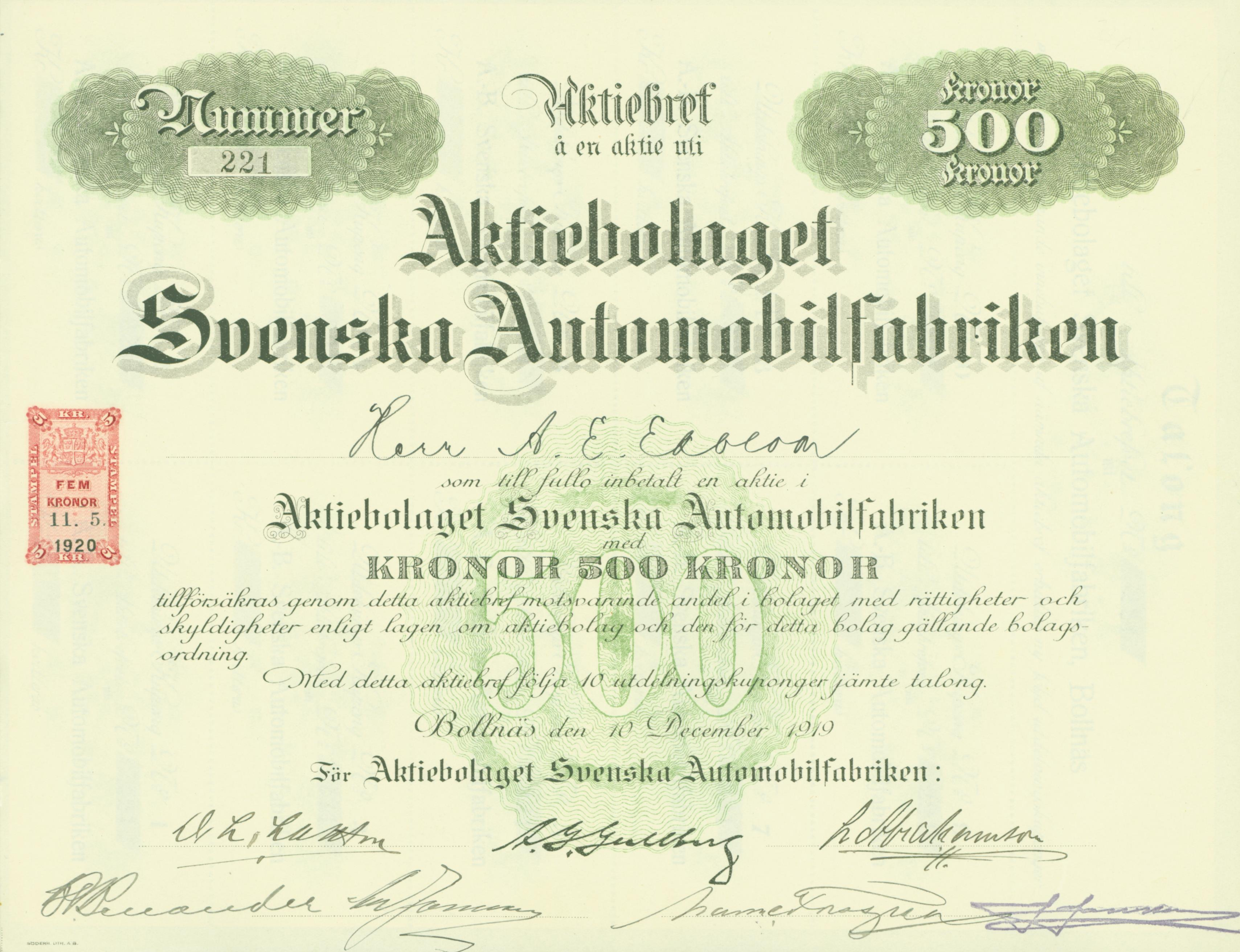
Aktie der AB Svenska Automobilfabriken vom 10. Dezember 1919

## Unternehmensgeschichte
Anders Jonsson, der zuvor an der Produktion des Rengsjöbilen beteiligt war, gründete am 10. Dezember 1919 das Unternehmen in Bollnäs. Chefkonstrukteur war A. G. Gullberg. 1920 begann die Produktion von Automobilen. Der Markenname lautete SAF. 1922 endete die Produktion. Anstelle der geplanten 1000 Fahrzeuge pro Jahr entstanden insgesamt nur 25 Exemplare.

## Fahrzeuge
Das Unternehmen hatte von der Pullman Motor Car Company, die in Konkurs geriet, Fahrgestelle und anderes Material erworben. Continental Motors lieferte Vierzylindermotoren mit 3000 cm³ Hubraum. Aus diesen Teilen entstanden komplette Fahrzeuge, unter anderem sechssitzige Tourenwagen. Das Getriebe verfügte über drei Gänge.